# Siergiej Bajkałow-Łatyszew
Siergiej Nikołajewicz Bajkałow-Łatyszew, ros. Сергей Николаевич Байкалов-Латышев (ur. w 1906 r., zm. 9 kwietnia 1983 r. w Saint-Raphaël) – rosyjski artysta emigracyjny, działacz kulturalny
Podczas wojny domowej w Rosji uczył się w korpusie kadetów w Kijowie, ewakuowanym na początku 1920 r. na Krym, zaś w połowie listopada tego roku wraz z wojskami Białych do Gallipoli. Na emigracji zamieszkał w Królestwie SHS. Ukończył rosyjski korpus kadetów w Sarajewie. Działał w Stowarzyszeniu „Russkij Sokoł”. Następnie rozpoczął studia na wydziale architektury uniwersytetu w Belgradzie, przenosząc się na wydział filozoficzny. Po zajęciu Jugosławii przez wojska niemieckie w kwietniu 1941 r., podjął współpracę z okupantami. Następnie przyjechał do Niemiec, gdzie wstąpił do Rosyjskiej Armii Wyzwoleńczej (ROA). Od jesieni 1944 r. w stopniu porucznika służył w nowo formowanych Siłach Zbrojnych Komitetu Wyzwolenia Narodów Rosji. Po zakończeniu wojny powrócił do Jugosławii, ale w 1946 r. zamieszkał w zachodnich Niemczech. Żył w Monachium. Był członkiem Stowarzyszenia Artystycznego Monachium. Kilka lat spędził we Francji, a potem Włoszech. Pełnił funkcję eksperta i krytyka artystycznego. W latach 50. wyemigrował do Chile. Został profesorem akademii sztuk, gdzie prowadził zajęcia w zakresie prawosławnej ikonografii. Na początku lat 70. powrócił do Europy. Mieszkał w Paryżu, gdzie w latach 1973-1975 działał w salonie niezależnych artystów. Następnie przeniósł się do Hiszpanii. Potem żył w Nicei. W każdym kraju organizował wystawy swojej twórczości.